# Pierre de Peralta et Ezpeleta
Pierre de Peralta et Ezpeleta (en esp. Pedro de Peralta y Ezpeleta), également connu sous le nom de Pierres de Peralta le Jeune (1421-1492) était un noble navarrais, homme politique et chef militaire, actif dans la guerre civile navarraise (1451-1455). Il fut le premier comte de Santisteban de Lerín, baron de Marcilla et seigneur de Peralta, Funes, Cárcar, Andosilla, Marcilla, Falces, Undiano, Azagra et Caparroso.
Il entretint des relations étroites avec la Maison de Trastamare et les Rois Catholiques, et il reçut des titres en échange de son accord pour le mariage d'Isabelle Ire de Castille avec Ferdinand II d'Aragon en 1469. Ferdinand créa en 1513, le petit-fils de Peralta, Alonso Carrillo de Peralta, premier marquis de Falces. Les marquis de Falces résideront au château de Marcilla, construit par Pierres l'Ancien, pendant les cinq siècles suivants.

## Famille
Il était le fils de Pedro Martínez de Peralta et Ruiz de Azagra (également connu sous le nom de Pierres de Peralta l'Ancien) et de Juana de Ezpeleta y Garro, fille du baron de Ezpeleta de la famille des seigneurs d'Ezpeleta et Gallipienzo, et sœur de Beltrán de Ezpeleta, premier vicomte de Valderro.

## Biographie
Pierre de Peralta était le chef des Agramontes, une alliance de nobles qui se sont rangés du côté de Jean II d'Aragon dans la guerre civile de Navarre. La bataille est dirigée contre le fils du roi, Charles de Viane, qui revendique le trône de Navarre, et les nobles qui le soutiennent, les Beaumontais. Viana et Louis Ier de Beaumont sont capturés. En 1461, Pierre défend la ville de Viana en Navarre contre les troupes castillanes.
En 1462, il se rendit en Catalogne pour défendre les intérêts d'Aragon et de Jean II et aussi écraser les troupes catalanes rebelles. La même année, il amena Blanche, la sœur de Charles de Viane, dans sa prison d'Orthez, où elle mourut deux ans plus tard, probablement empoisonnée. Pierre a été condamné à mort pour cela et ses biens ont été confisqués. Peu de temps après, une grâce a été accordée par Jean II.
En 1463, il a défendu la ville d'Estella contre la Castille, bien qu'il ait été décidé que la Navarre devait rendre la ville.
Pierre se rend à Rome et réussit à faire nommer évêque de Pampelune, Nicolás de Echávarri (es). Lors des Cortes (es) tenues en Navarre en novembre 1468 à Cáseda, il tendit une embuscade et tua l'évêque d'un coup de lance. De Peralta a par conséquent été excommunié et ses biens confisqués. Cependant, il a de nouveau reçu une grâce de Jean II. En 1469, Pedro a négocié le mariage entre Ferdinand II d'Aragon et Isabelle Ire de Castille, les derniers rois catholiques.
En 1469, il s'opposa à la paix conclue entre Gaston IV de Foix, son épouse Éléonore de Navarre et Jean de Beaumont (nl) en occupant Tudela, Sangüesa, Peralta, , Falces, Funes, Azagra et d'autres villes.
En 1471, Pierre de Peralta se rendit à Rome pour expier le meurtre de l'évêque. Sixte IV a accordé son pardon, mais le pape a ordonné à Pierre de combattre les Turcs pendant trois ans en pénitence. La peine a ensuite été commuée en bataille contre les Maures pour Grenade.
En 1474, il relève le roi Jean II assiégé à Perpignan. Après la mort de Jean II en 1479, il se retira de la vie politique sous le règne de Francisco Febo. Il retourna ensuite en Navarre pour y mourir en 1492.
Pierre de Peralta est entré dans l'histoire comme un homme sanguinaire, despotique et cruel, notamment à travers les meurtres de Blanche et de l'évêque De Echávarri.

## Mariages et descendance
Il se marie deux fois : en premières noces, en 1440 à Tafalla, avec Anne de Brabant, fille naturelle d'Antoine de Bourgogne mais elle décède le 9 juillet 1455; et en secondes noces, le 18 juin 1462, avec Isabelle de Foix et d'Albret de la famille royale de Navarre (maison Foix-Grailly).
De son premier mariage, sont issus :
- Pierre (-1460)
- Juana, mariée en 1467 à le fils naturel d'Alonso Carillo, archevêque de Tolède, Troillo Carillo, comte d'Agosta et Sicile
- Isabel de Peralta qui a épousé Jean IV Enríquez de Lacarra y Navarra, seigneur d'Ablitas.

De son second mariage, est issue :
- Ana de Peralta, qui épousa en 1485 son cousin Jaime (Jacques) de Foix, infant de Navarre et fils de Gastón IV de Foix et de la reine Éléonore de Navarre.

## Sources
- (en) Cet article est partiellement ou en totalité issu de l’article de Wikipédia en anglais intitulé « Pedro de Peralta y Ezpeleta » (voir la liste des auteurs).

- (nl) Cet article est partiellement ou en totalité issu de l’article de Wikipédia en néerlandais intitulé « Pedro de Peralta y Ezpeleta » (voir la liste des auteurs).
- Sagasti Lacalle, María José et Sagasti Lacalle, Blanca, El Linaje de los Peralta en los siglos XV y XVI, Blasones de la pinceladura del Castillo de Marcilla.
- Yanguas y Miranda, José, Diccionario de antigüedades del Reino de Navarra, Tome I, Pampelune, Imprenta de Javier Goyeneche. 1840.